# Battaglia del lago Vadimone (283 a.C.)
La battaglia del lago Vadimone fu combattuta nel 283 a.C. tra Roma e un'alleanza tra Etruschi e la tribù dei Galli Boi.
L'esercito romano, guidato dal console Publio Cornelio Dolabella, batté l'esercito gallo-etrusco in modo definitivo, tanto che l'anno successivo tutta l'Etruria era ormai saldamente controllata da Roma.